# Škoda 420

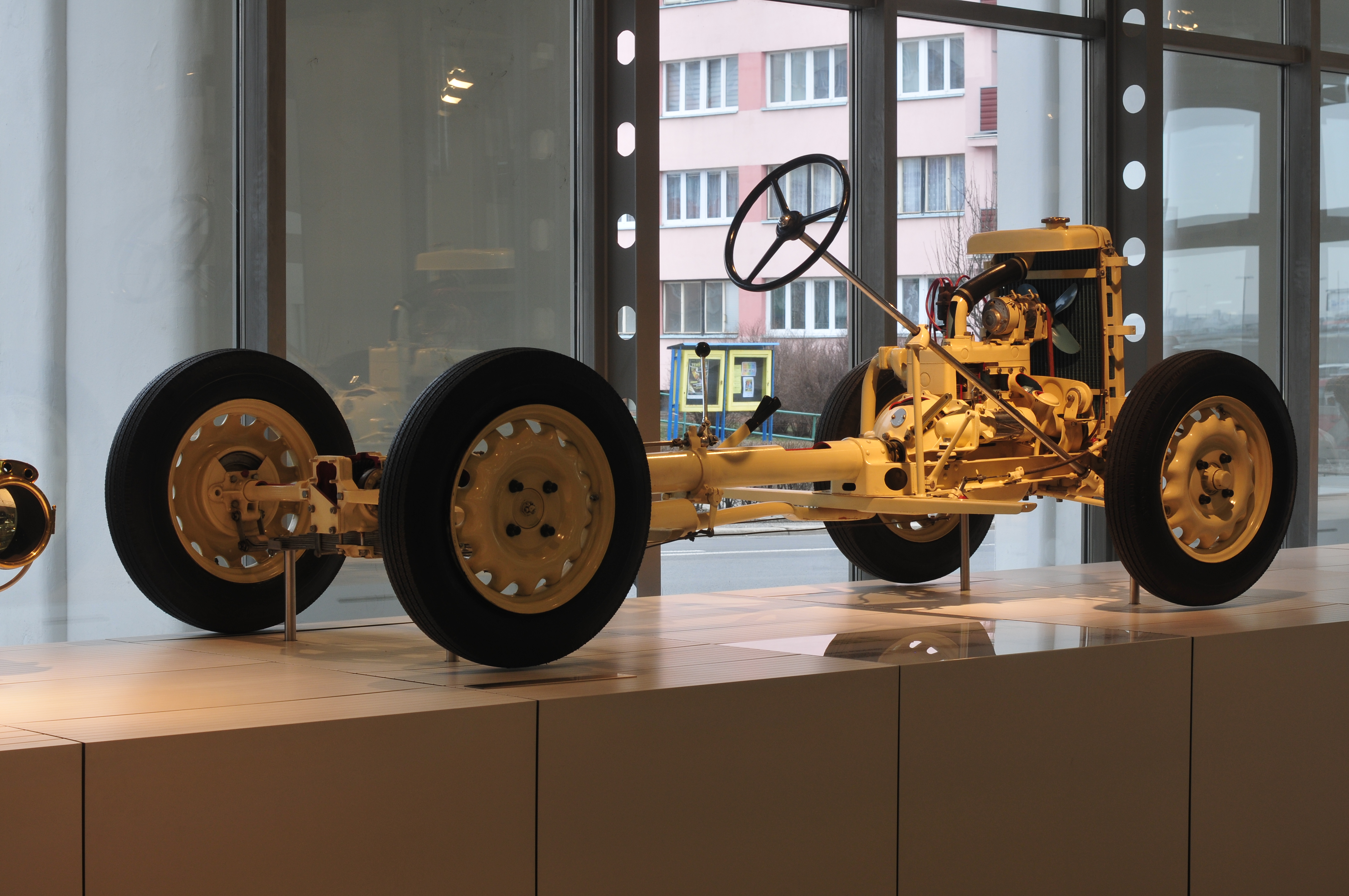
Škoda 420 Popular

Škoda 420 byl osobní automobil vyráběný automobilkou Škoda před druhou světovou válkou v letech 1933 – 1938. Některé odlišné vozy byly značeny jako Škoda 418 nebo Škoda 421.

## Škoda 420 Standard
Vůz Škoda 420 Standard se vyráběl od roku 1933 do roku 1934. Byl k dostání jako dvoudveřový nebo čtyřdveřový sedan, kabriolet nebo roadster. Celkem bylo vyrobeno 421 kusů.
Specifikace:
- Motor
  - Objem: 995 cm³
  - Výkon 16 kW (při 3000 ot./min)
  - Maximální rychlost: 85 km/h
  - Spotřeba: 7 l/100 km
- Rozměry
  - Výška: 1500 mm
  - Šířka: 1360 mm
  - Délka: 3770 mm

## 420 Popular

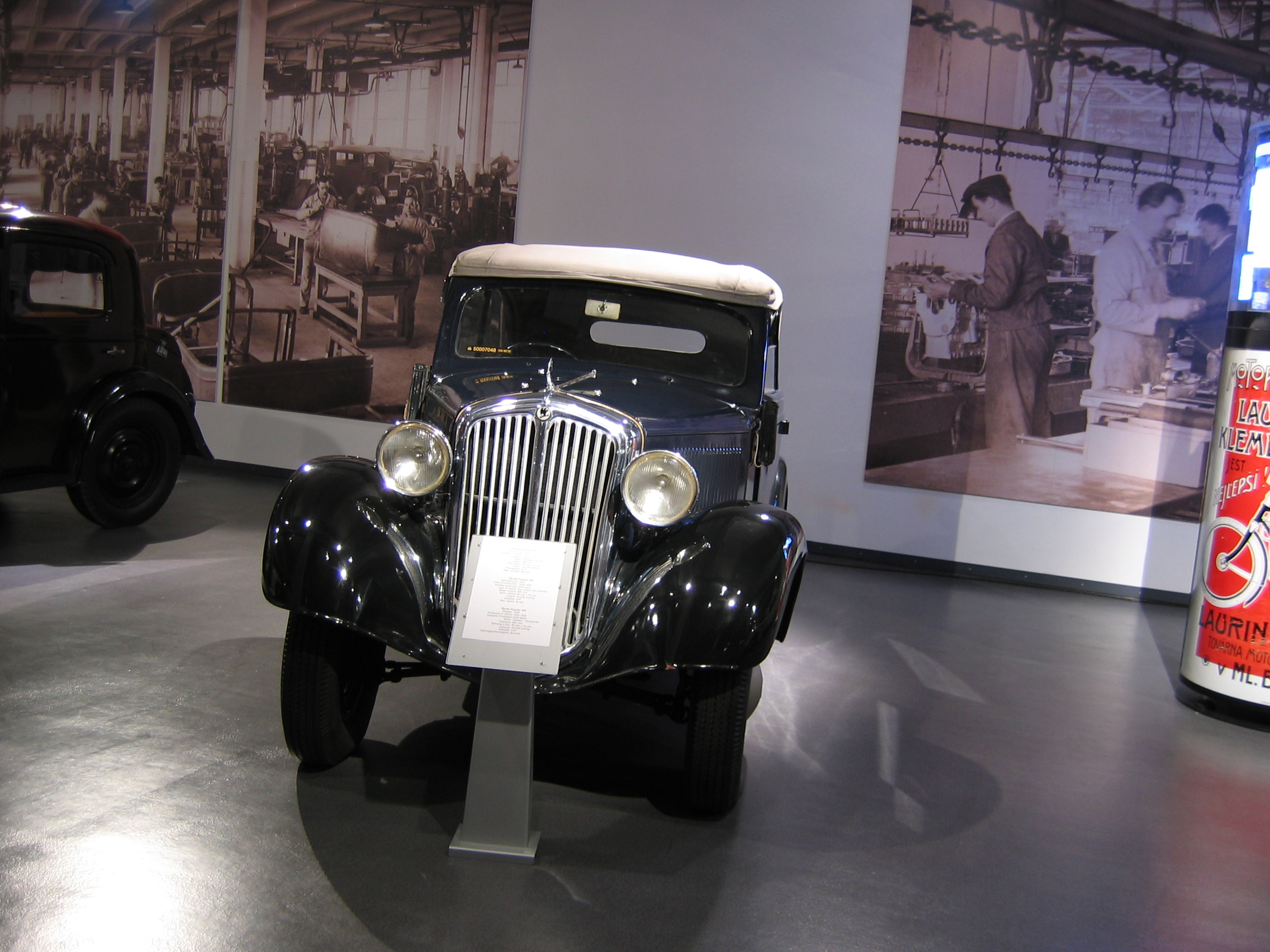
Škoda 420 Popular

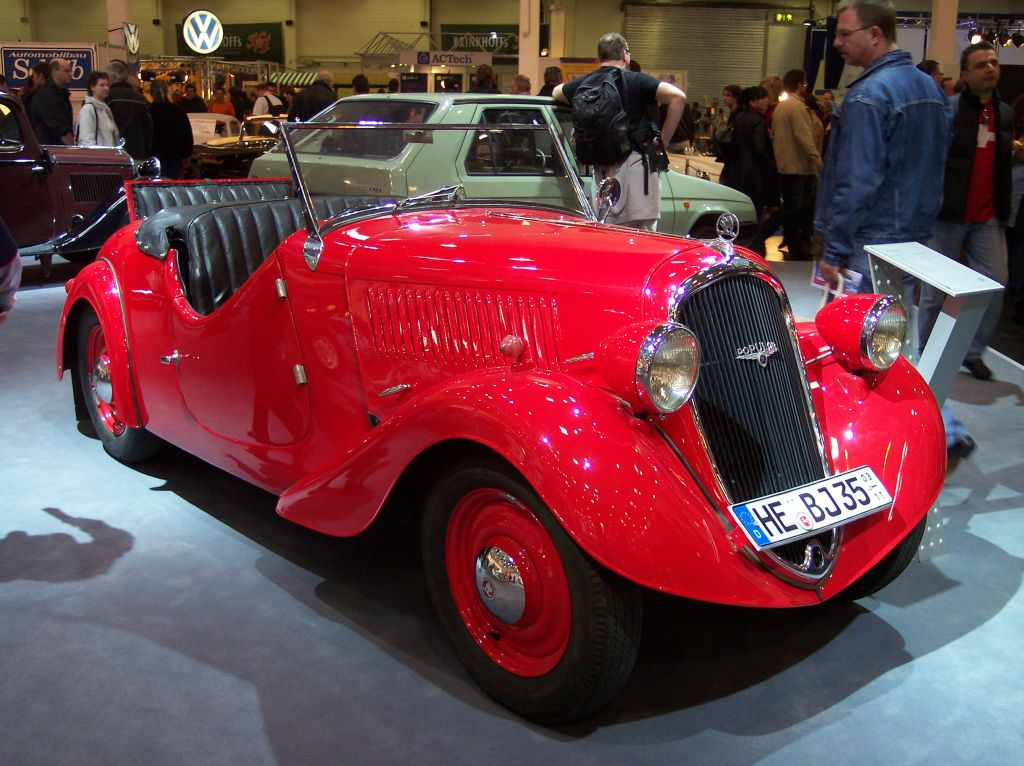
Škoda 420 Popular Sport

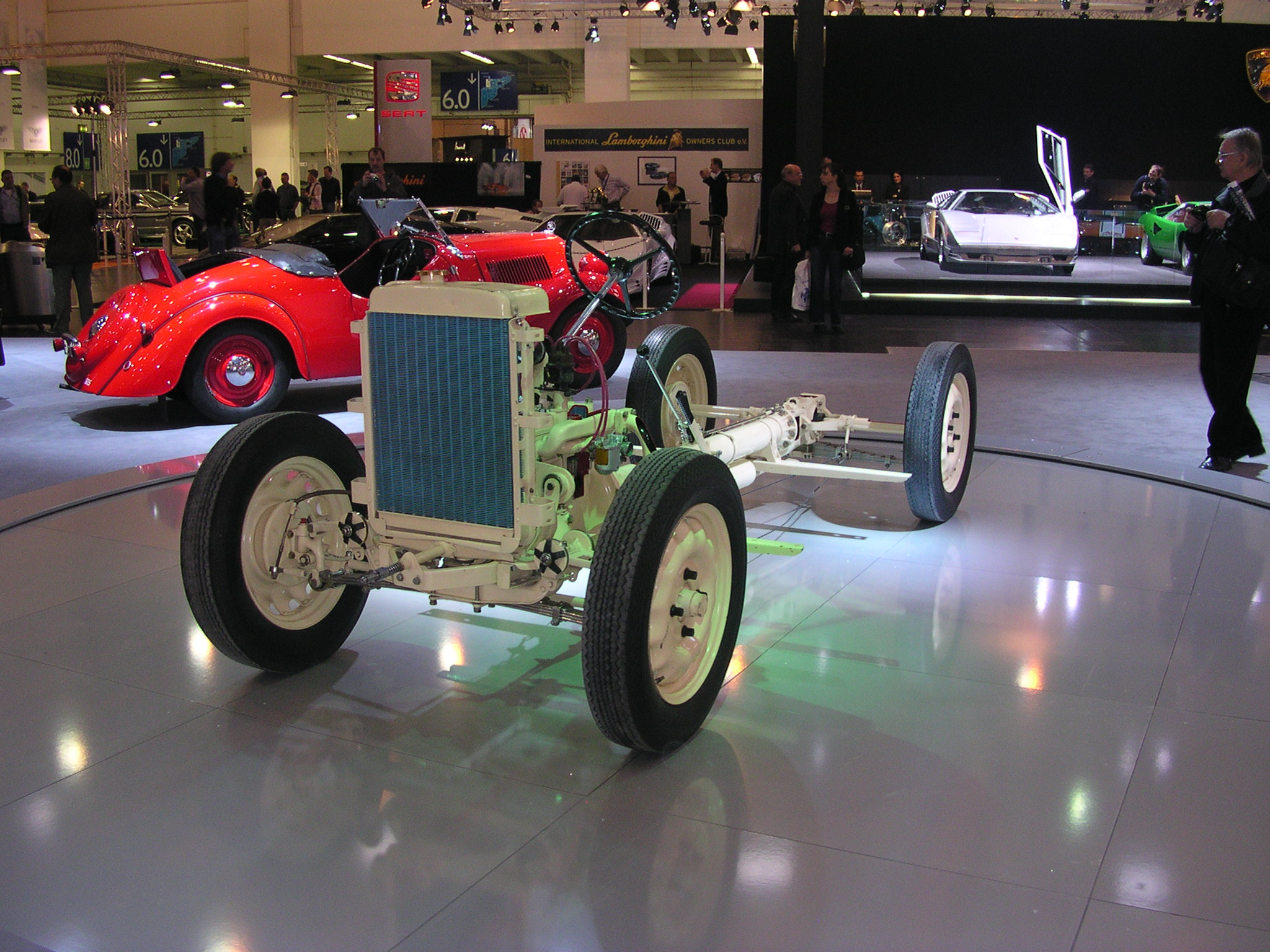
Podvozek

Škoda 420 Popular se vyráběl od roku 1934 do roku 1938. Vyráběl se jako sedan, kupé, kabriolet a roadster. Cena roadsteru byla Kč 17 800 a cena kabrioletu Kč 18 800. Bylo vyrobeno 4220 kusů.
V roce 1936 se upravená verze Škoda 420 Popular Sport zúčastnila závodu Rally Monte Carlo a ve své třídě skončila druhá. O rok později skončila třetí.
Specifikace:
- Motor
  - Objem: 995 cm³
  - Výkon: 16 kW (při 3000 ot./min)
  - Maximální rychlost: 85 km/h
  - Spotřeba: 7 l/100 km
  - Vrtání × zdvih: 65 × 75 mm
- Rozměry
  - Délka: 3770 mm
  - Šířka: 1360 mm
  - Výška: 1500 mm
  - Rozvor
    - Do roku 1935: 2300 mm
    - Od roku 1935: 2430 mm